# Les Chansons d'amour
Les Chansons d'amour è un film del 2007 diretto da Christophe Honoré.
È stato presentato in concorso al 60º Festival di Cannes. Ha vinto il premio per la miglior regia al Festival du film de Cabourg, il Premio César per la migliore musica e il premio speciale della giuria al Torino Gay & Lesbian Film Festival.

## Riconoscimenti
- Festival du film de Cabourg 2007: Swann d'oro al miglior regista
- Premi César 2008: miglior musica
- Torino International Gay & Lesbian Film Festival: Premio speciale della giuria
- Étoile d'Or a Alex Beaupain (miglior compositore)